# The Root of Evil
The Root of Evil er en amerikansk stumfilm fra 1912 af D. W. Griffith.

## Medvirkende
- William J. Butler
- Dorothy Bernard
- Edward Dillon
- Charles Hill Mailes
- John T. Dillon